# Organicisme
L'organicisme est une orientation philosophique qui affirme que la réalité est mieux comprise comme un tout organique. Par définition, il est proche du holisme, et le terme d'organicisme est préféré en ce qui concerne la biologie. Platon, Thomas Hobbes ou Constantin Brunner sont des exemples de cette pensée philosophique. 
L'organicisme est également une doctrine biologique qui met l'accent sur l'organisation, plutôt que sur la composition, des organismes. Le terme, qui a été repris par William Emerson Ritter en 1919, a été inventé par le médecin français Léon Rostan dans une publication parue en 1846, Exposition du principe de l'organicisme. Il a été bien accepté au XXe siècle. 
L'organicisme a également été utilisé pour caractériser les notions de sciences sociales assimilant la société humaine à un organisme, et les humains à ses cellules. Ce type d'organicisme a été théorisé par Alfred Espinas, Paul von Lilienfeld, Jacques Novicow, Albert Schäffle, Herbert Spencer, et René Worms, entre autres. 

## Exemple
La société d'Ancien Régime en France peut être qualifiée d'organiciste. D'une part, elle se compose d'ordres, et d'autre part, les mentalités de l'époque sont imprégnées d'une certaine notion d'équilibre. Il est courant de penser que pour le bon fonctionnement d'un corps, au sens large, les parties qui le composent doivent être symbiotiques. De plus, cette conception se retrouve au cœur de la théorie des humeurs, laquelle a largement influencé la médecine européenne jusqu'à l'époque moderne et, par analogie, une partie considérable de la théorie politique.

## Politique
(février 2024).
Dans Le Monde, les journalistes Ivanne Trippenbach et Franck Johannès expliquent que le programme de Marine Le Pen pour la présidentielle de 2022 a les traits de cette pensée. Ils indiquent : « son projet reste organiciste, une caractéristique de l'extrême droite, puisqu'il appréhende la société comme un être vivant menacé par des corps étrangers. Selon l'historien Nicolas Lebourg, Marine Le Pen veut « régénérer cette communauté unitaire, qu'elle repose sur l'ethnie, la nationalité ou la race ». ».